# Тирково
Тирково — деревня в Шекснинском районе Вологодской области.
Входит в состав сельского поселения Ершовского, с точки зрения административно-территориального деления — в Ершовский сельсовет.
Расстояние по автодороге до районного центра Шексны — 30,4 км, до центра муниципального образования Ершово — 5,4 км. Ближайшие населённые пункты — Никольское, Алексеево, Игнатовское, Горка, Кульпино.
По переписи 2002 года население — 15 человек.